# 盧阿拉巴河
盧阿拉巴河（Lualaba River）是非洲中部的河流，河道全長1,800公里，全程在剛果民主共和國境內，以博約馬瀑布作終點。
盧阿拉巴河是烏彭巴國家公園的北部和南部的界線。